# Olle Alsén
Nils Olof "Olle" Alsén, född 22 januari 1923 i Danderyd i Sverige, död 17 december 2011 i Nacka församling, var en svensk journalist som bland annat arbetade under många år som ledarskribent på Dagens Nyheter.

## Karriär
I slutet av 1940-talet började Alsén arbeta som journalist hos TT. Under 1950-talet arbetade han vid den Svensk-Amerikanska Nyhetsbyrån i New York. Därefter började han arbeta som nyhetsjournalist 1954 på Dagens Nyheter, där han senare blev ledarskribent 1960.
Olle Alsén var en av privatspanarna i Palmemordet där han hade en teori som omfattade polisspåret.
Alsén avled i december 2011 vid 88 års ålder och efterlämnade två barn.